# Julien Brunhes
 (novembre 2024).
Si vous disposez d'ouvrages ou d'articles de référence ou si vous connaissez des sites web de qualité traitant du thème abordé ici, merci de compléter l'article en donnant les références utiles à sa vérifiabilité et en les liant à la section « Notes et références ».
Pour les autres membres de la famille, voir Famille Brunhes.
Pour les articles homonymes, voir Brunhes.
Julien Brunhes, né le 25 novembre 1900 à Clermont-Ferrand et mort le 11 novembre 1986 à Paris, est un homme politique français.

## Biographie

### Famille
Julien Brunhes est le fils du géophysicien Bernard Brunhes (1867-1910), professeur à la faculté des sciences de Clermont-Ferrand et directeur de l'observatoire du puy de Dôme, et de Marie Renardet (1876-1910). Il est le neveu du géographe Jean Brunhes, professeur au Collège de France, et de Gabriel Brunhes, évêque de Montpellier.
Il épouse en 1933 Françoise Arnoux, fille du peintre Guy Arnoux (1886-1951). Ils ont trois filles et deux garçons, dont le chef d'entreprise et consultant Bernard Brunhes (1940-2011).
Par sa fille Marielle, il est le grand-père de Laurent Boutonnat.
Il est nommé secrétaire du Conseil de la République les 27 décembre 1946, 8 mai 1947 et 15 janvier 1948,,.

## Détail des fonctions et des mandats
Mandats parlementaires
- 2 juin 1946 - 27 novembre 1946 : Député de la Seine
- 1946 à 1948 et 1952-1968 : conseiller de la République et sénateur de la Seine